# Taku Plateau
Das Taku Plateau ist ein Teil des Stikine Plateau im äußersten Nordwesten des Interior der kanadischen Provinz British Columbia. Es liegt südlich des Teslin Plateau, eines Teils des Yukon Plateau und südöstlich des anderen Hauptteils des Yukon Plateau in British Columbia, des Tagish Highland. Unmittelbar nordöstlich befindet sich das Kawdy Plateau und nordwestlich das Nahlin Plateau (beide ebenfalls Teile des Stikine Plateau). Der Inklin River bildet mit dem Tahltan Highland die Südwestgrenze der Hochebene, jenseits dessen die Boundary Ranges liegen. Der höchste Gipfel der bergigen Landschaft ist der Nahlin Mountain.

## Gipfel
Die höchsten benannten Gipfel des Taku Plateau sind:
- Nahlin Mountain – 1972 m – 58° 51′ N, 132° 5′ W[2]
- Menatuline Peak – 1962 m – 58° 58′ N, 132° 22′ W[3]
- Peridotite Peak – 1957 m – 58° 59′ N, 132° 45′ W[4]
- Corby Peak – 1957 m – 58° 58′ N, 132° 16′ W[5]
- Corby SE1 – 1956 m – 58° 57′ N, 132° 15′ W[6]
- Nimbus Mountain – 1928 m – 59° 2′ N, 132° 30′ W[7]
- Chikoida Mountain – 1927 m – 59° 14′ N, 133° 3′ W[8]
- Hardluck Peaks – 1881 m – 58° 59′ N, 132° 54′ W[9]